# اچ‌ام‌اس ام۱۹
اچ‌ام‌اس ام۱۹ (به انگلیسی: HMS M19) یک کشتی بود که طول آن ۱۷۷ فوت ۳ اینچ (۵۴٫۰۳ متر) بود. این کشتی در سال ۱۹۱۵ ساخته شد و سرعت آن چیزی حدود ۱۱ گره دریایی بود.